# Guerra do Tigré
A Guerra do Tigré, também conhecida como Guerra Civil Etíope, foi um conflito armado em  3 de novembro de 2020, na Região Tigré, Etiópia, entre forças do governo federal da Etiópia e separatistas das Forças de Defesa do Tigré (FDT), ligadas ao partido Frente Popular de Libertação do Tigré (FPLT).
A guerra começou quando o governo federal etíope enviou tropas para Tigré, numa tentativa de controlar o governo regional rebelde. A guerra levou a massacres de civis, destruição de hospitais e clínicas, êxodo de refugiados e fome - sendo que o governo etíope bloqueou a maior parte da ajuda alimentar à região, durante meses.
O conflito intensificou-se, com o envolvimento de forças militares da Eritreia, em favor do governo federal etíope, e de organizações armadas da Etiópia, como o Exército de Libertação Oromo, que se aliaram aos separatistas da FLPT.
Crimes de guerra têm sido cometidos por ambas as partes, e a região mergulhou em uma  profunda crise humanitária. Cerca de 500 000 pessoas morreram de fome, por falta de assistência médica ou de maneira violenta, nos últimos 16 meses, segundo estimativa de uma equipe de investigadores liderada pelo Professor Jan Nyssen, da Universidade de Ghent, que tem acompanhado a guerra de perto, desde o seu início. Tal estimativa inclui 50 000 a 100 000 vítimas de assassinatos diretos e 150 000 a 200 000 mortes por fome. No início de 2021, estimava-se que já houvesse cerca de dois milhões de deslocados internos, em razão do conflito. A guerra do Tigré acabou em 3 de novembro de novembro, após um tratado de Paz ter sido assinado.

## Contexto

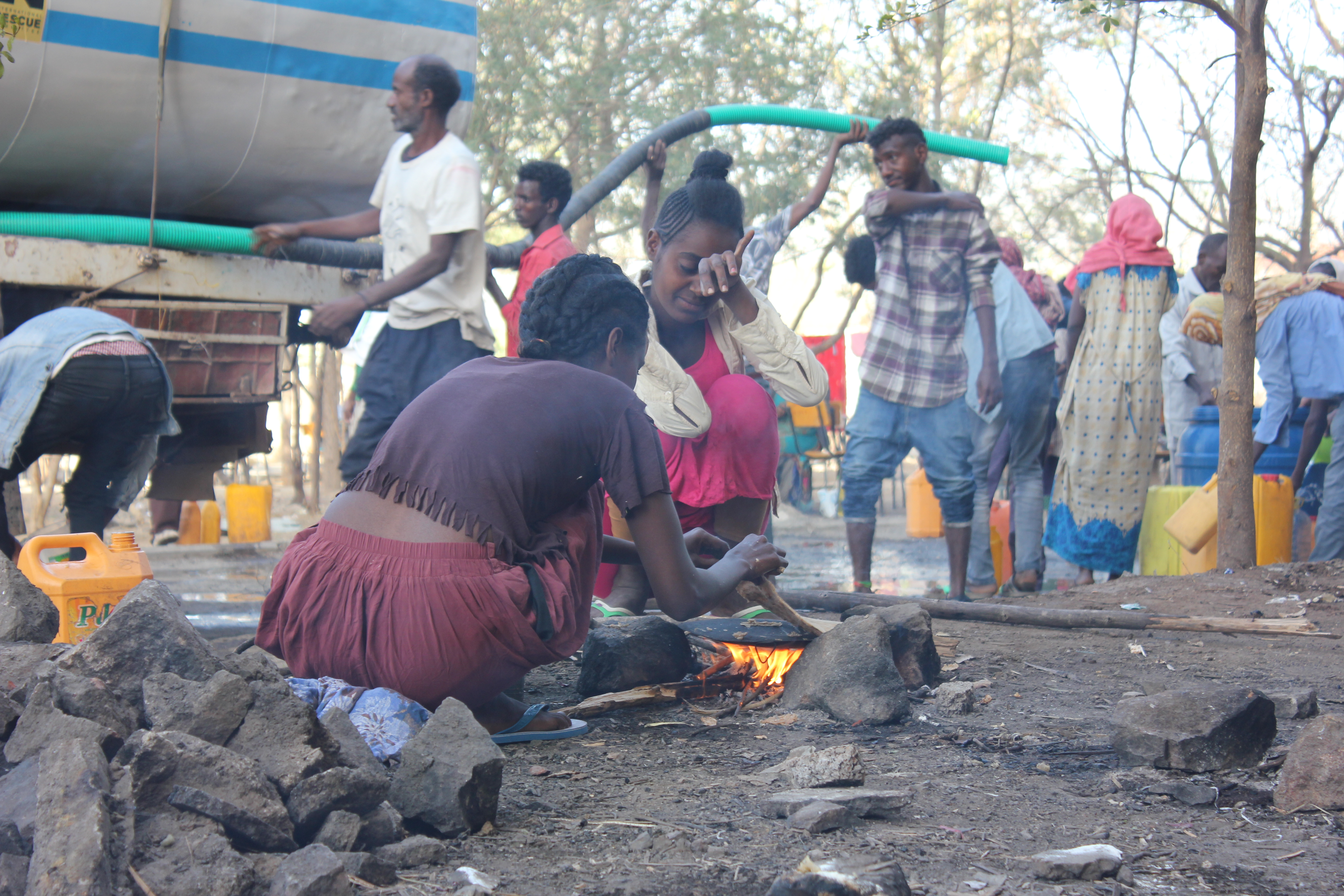
Campo de refugiados internos em Shire, Tigré, 2021

Após o fim da Guerra Civil Etíope em 1991, a Etiópia tornou-se um Estado de partido dominante sob o governo da Frente Democrática Revolucionária do Povo Etíope (FDRPE), uma coalizão de base étnica cujo membro fundador e mais influente foi a Frente de Libertação do Povo Tigré (FLPT), liderada por Meles Zenawi como presidente e depois primeiro-ministro até sua morte em 2012. Hailemariam Dessalegn, um Wolayta étnico do Movimento Democrático dos Povos do Sul da Etiópia (MDPSE) tornou-se o primeiro-ministro.
Dessalegn se demitiu em 2018, em uma conjuntura de instabilidade e intensos protestos populares de teor antigovernamental. Abiy Ahmed Ali se elege em abril de 2018, anunciando um projeto reformador, com ênfase na liberalização e diálogo. Implícito nessa reforma estava o plano de deslocar o FLPT do centro do poder, que ocupava dentro da coalização da Frente Democrática Revolucionária do Povo Etíope desde 1991. Foi iniciada, assim, uma campanha de retirada de tigrés dos altos cargos do Estado, como a inteligência, força aérea, chefes das forças armadas e da indústria estatal. A cúpula das forças de segurança era até então um lugar de forte presença tigraniana.
Apresentada como uma campanha de abertura política e renovação dos quadros do Estado, e distanciamento do antigo regime, a reorientação se cristalizou na formação do Partido da Prosperidade (PP) no fim de 2019, um partido pan-etiope que visava cooptar as lideranças da FDRPE. O FLPT, por sua condição de hegemonia e defesa da autonomia regional do Tigrai, se recusou a integrar o novo partido, e se esforçou em defender um projeto federalista com uma nova coalização, o que resultou em um insucesso. As lideranças étnicas, igualmente representadas na antiga coalização da FDRPE, mas efetivamente marginais à liderança do Tigray, buscaram aproveitar a oportunidade de reequilibrar suas posições no quadro nacional. Abiy Ahmed é o primeiro lider Oromo do país. Um ponto de conflito era o sistema do federalismo étnico que fundamentava o estado etíope, PP de Ahmed considerava esse federalismo a causa de tensões e fragmentação no país, ao qual buscou contrapor um novo projeto de uma Grande Etiópia.
Nesse contexto, a tensão entre Adis Ababa e Mekele já era marcante. Em razão da Pandemia de COVID-19, o organismo eleitoral nacional adiou as eleições regionais e nacionais de agosto de 2020. Os parlamentares tigrés se retiraram do legislativo federal em protesto, e uma disputa midiática tomou o país. O parlamento declarou subsequentemente ilegais comícios, ao mesmo tempo que estendeu os mandatos do governo nacionais e dos regionais. A TPLF declarou que não reconhecia a extensão do mandato do governo de Abiy Ahmed. Ao mesmo tempo, o governo federal lançou um plano de suspender o repasse de fundos ao executivo do Tigray, que alegaram ser uma violação do acordo federal. O TPLF declarou que o plano significava efetivamente a retirada do Tigrai do sistema federal, e era uma declaração de guerra. Eleições regionais realizadas no Tigrai - injustas, segundo muitos críticos, que alegavam manipulação por parte do TPLF e falta de supervisão nacional e internacional - expressaram um amplo respaldo popular à política de disputa, e levaram o partido a reforçar sua linha de nacionalismo tigré e mesmo reivindicação de secessão. A partir disso o consenso nacional se deteriorou gravemente. De maneira sintomática, o governo do Tigrai se opôs a transferir o comando norte das forças armadas da Etiópia à um oficial enviado pelo governo federal. As lideranças tigrés passaram a sustentar publicamente que Abiy Ahmed estava criando um novo monopólio do poder, ao invés da democracia multipartidária que havia prometido. Forças do Tigrai atacaram uma base militar ao oeste da região e se apropriaram das armas, a ação causou intervenção imediata por parte das forças nacionais, em 4 de novembro, segundo Ahmed, eles haviam "cruzado uma linha roxa". No dia seguinte o parlamento aprovou um estado de emergência de seis meses no Tigrai, e decidiu dissolver a administração da região para substituí-la por enviados da capital.

## Conflito armado

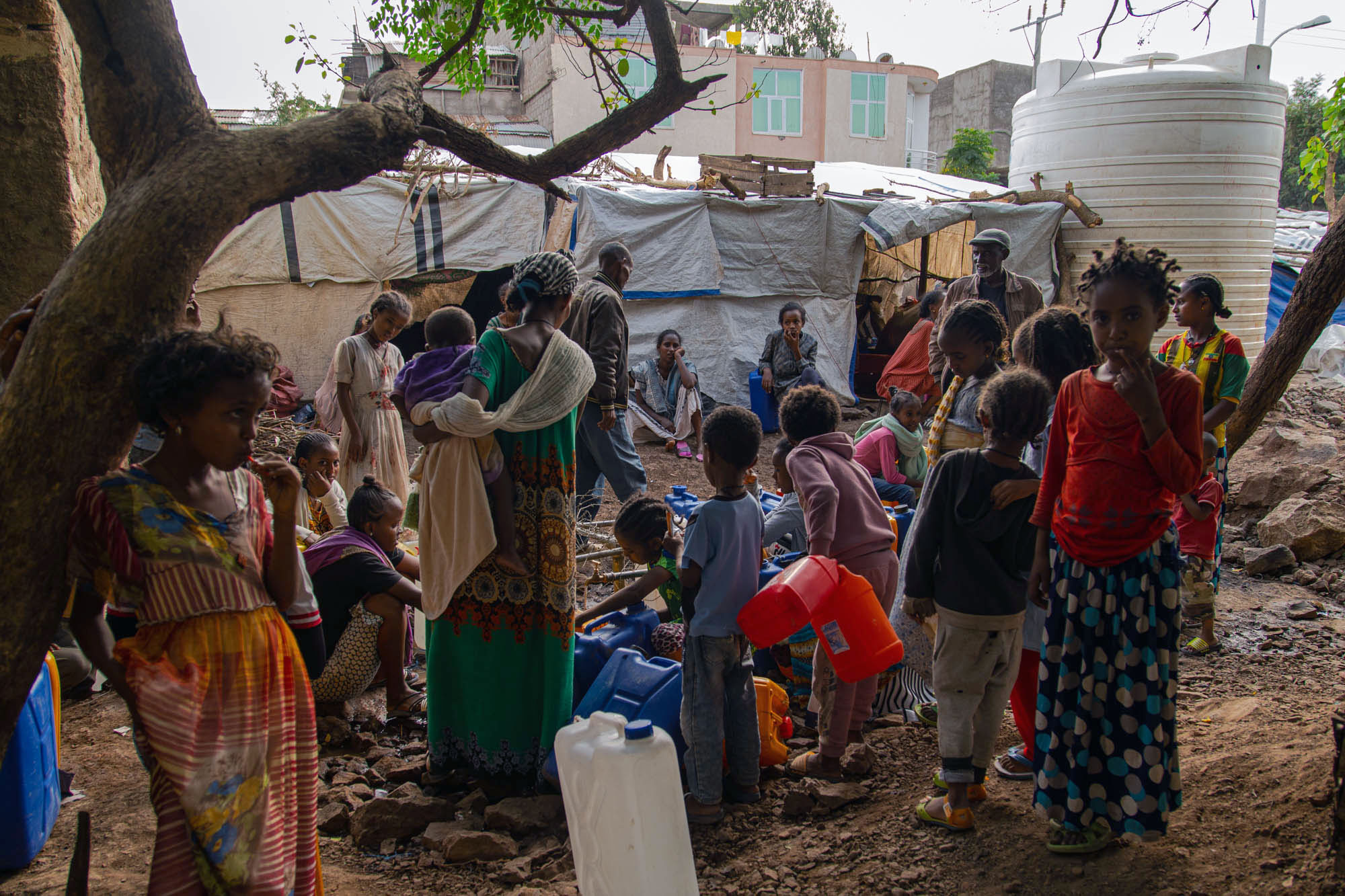
Refugiados internos coletam água potável

Em 4 de novembro de 2020, a Força de Defesa Nacional da Etiópia lançou uma operação militar contra a Frente Popular de Libertação do Tigré (FLPT) na região Tigré. A operação foi lançada depois que Abiy Ahmed, o primeiro-ministro da Etiópia, declarou que a Frente de Libertação do Povo Tigré havia atacado uma base militar, embora as autoridades estatais de Tigré tenham negado o lançamento do ataque, de acordo com um oficial tigrínio. Foi declarado um estado de emergência na região durante os seis meses seguintes ao ataque. Os serviços de eletricidade, telefone e Internet em Tigré foram encerrados pelas autoridades nacionais. No entanto, a Administração Regional de Tigré ameaçou retaliar contra qualquer forma de ataque, pois todos os aspectos de transporte, incluindo voos, foram proibidos. Durante a investida, várias pessoas declararam terem sido martirizadas, incluindo propriedades destruídas, enquanto outras ficaram feridas. Após o encerramento dos serviços de telefone e internet em Tigré, a Amnistia Internacional instou as autoridades etíopes a restabelecer rapidamente as comunicações, de modo a respeitar o direito das pessoas à liberdade de expressão.
Em 5 de novembro de 2020, Debretsion Gebremichael, administrador-chefe da região Tigré, afirmou que as forças tigrínias haviam apreendido a maioria das armas do quartel general do Comando Norte do Exército da Etiópia. Debretsion também afirmou que o próprio Comando do Norte havia desertado para o lado dos tigrínios, embora essa alegação fosse denunciada pelo governo etíope como "informação falsa", e que a Força Aérea da Etiópia estava bombardeando áreas perto de Mek'ele, a capital de Tigré.
Em 6 de novembro de 2020, Ahmed revelou que seu governo havia lançado um ataque aéreo contra as forças da região fortificada de Tigré em vários locais. De acordo com o anúncio de Ahmed, foguetes e outras armas foram gravemente danificadas, impedindo as forças tigrínias de realizar uma resposta substancial. Em março de 2021, Michelle Bachelet, a 7.ª chefe de direitos da ONU, pediu à Etiópia que permitisse a entrada de investigadores para conduzir uma investigação em Tigré. Bachelet afirmou que foi verificado vários "relatos de graves violações e abusos dos direitos humanos", incluindo assassinatos em massa na cidade de Axum e em Dengelat, pelas forças armadas da Eritreia; e acrescentou que "se tratava de violações graves do direito internacional, possivelmente correspondendo a crimes de guerra".

### 2021

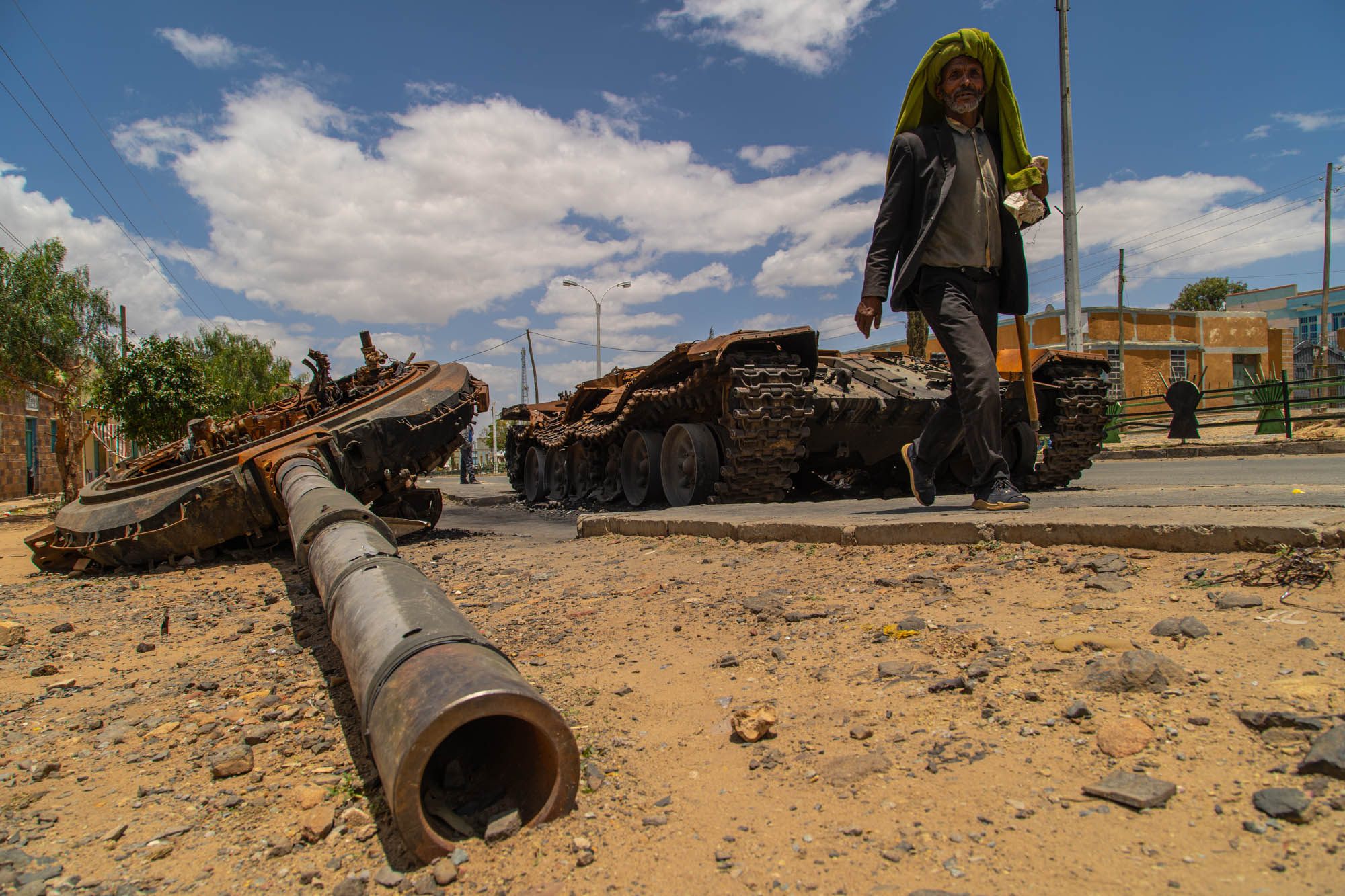
Um blindado T-72 destruído durante a guerra.

No fim de novembro de 2021, o primeiro-ministro Abiy Ahmed, ganhador do prêmio Nobel da paz, afirmou que iria para a frente de batalha liderar o exército etíope, em um desdobramento que chocou a comunidade internacional. A ação é vista como uma medida de emergência, dado o avanço das forças do tigré, que se aproximaram da capital com vitórias recentes, e ameaçam tomá-la. Alguns chamaram de um 'sinal de desespero', em razão do fracasso inesperado do exército federal diante das milicias. O primeiro-ministro também afirmou que o Ocidente busca sabotar a etiópia, intervindo em seus assuntos internos. A mídia estatal apresentou uma mensagem de Abiy no que alegam ser a frente de batalha, em que o primeiro-ministro prometeu uma vitória sobre os inimigos. Prometeu também assumir uma posição ofensiva, e reverter os ganhos da FLPT. O uso extensivo de drones tem sido verificado na ofensiva iniciada pelo governo federal em novembro de 2021, essa tecnologia foi apontada como a base material da reversão dos ganhos feitos pelas forças do Tigré em sua campanha em direção à capital. Relatos de que Abiy Ahmed negociou com diversas potencias produtoras de drones circularam por meses. Evidências fotográficas demonstram a presença de drones chineses, turcos e iranianos nas bases militares do governo etiope.

#### Outras forças envolvidas
Diversas outras forças políticas e militares da etiópia também se envolveram no conflito, formando alianças com algum dos lados. Essa multiplicidade de atores é expressiva da fragmentação nacional que o federalismo étnico buscava equilibrar em discurso, mas que também foi tensionada durante o período de vigência da Frente Democrática Revolucionária do Povo Etíope.[carece de fontes?]

#### Amhara
As Forças Regionais de Amara e suas milícias álidas se entraram no conflito em conjunção com o governo federal. A região de Amara, que faz fronteira com o Tigré ao sul, possui uma reivindicação histórica sobre territórios que considera que foram injustamente anexados pelo TLPT no início da década de 1980. No contexto da guerra, essas forças ocuparam esses territórios, e foram acusadas de conduzir campanhas brutais de limpeza étnica no Tigré ocidental, que causou uma migração de refugiados para o Sudão.

#### Exército de Libertação Oromo
Grupos armados da região da Oromia se envolveram na guerra, principalmente a ala militar dissidente da Frente de Libertação Oromo, uma organização independentista que reivindica a autodeterminação do povo Oromo. Foram denunciados pelas autoridades de Amhara de conduzir uma guerra relâmpago, e acusada de massacres civis e destruição no território Amhara. A Frente rejeita e constituição vigente e defende uma nova constituição que garanta maior autonomia às etnias.

### Envolvimento da Eritreia
A relação entre Eritreia e Etiópia é uma fonte histórica de instabilidade, marcada por conflitos armados como a guerra entre 1998-2000. A guerra terminou em um impasse, sem resolução. Essa situação se alterou no encontro entre Abiy Ahmed e o primeiro-ministro eritreo Isaías Afewerki em 2018, que marcou a retomada de relações bilaterais. A participação das Forças Eritreias de Defesa no conflito significou a internacionalização do conflito e sua possibilidade de escala, estas invadiram o Tigraí e mantiveram uma ocupação temporária em partes da região. A Eritreia é inimiga histórica da Frente de Libertação do Povo Tigré, e sua aproximação com o governo de Abiy pode ter sido motivada por essa inimizade comum e o desejo de eliminar o potencial do Tigré. A aliança militar entre governo federal e Eritreia é, por outro lado, pouco esclarecida publicamente.
Em retaliação ao ataque, o FLPT realizou um ataque ao aeroporto de Asmara, capital da Eritreia, em 15 de novembro.

### 2022

#### Primeiro cessar-fogo (Março–Agosto)
Em 24 de março de 2022, o governo etíope declarou uma trégua humanitária indefinida, a fim de permitir a entrega de ajuda humanitária em Tigré. Durante o cessar-fogo, tanto a Etiópia quanto o TPLF concordaram em conversar sobre o fim oficial da guerra. Uma série de questões pendentes — em particular, a presença de tropas pró-governo na Zona Oeste e a restauração do acesso ao serviço público básico para Tigré — foram tópicos de discussão durante todo o processo. Embora houvesse esperanças iniciais de encontrar uma solução pacífica para acabar com a guerra, as negociações logo se caracterizaram por crescentes hostilidades entre as partes da negociação. Em agosto, as negociações começaram a desmoronar, com o governo etíope e o TPLF acusando-se mutuamente de se recusarem a fazer a paz.

#### Segundo cessar-fogo (Novembro)
Em 25 de outubro de 2022, o presidente da Comissão da União Africana, Moussa Faki, anunciou que as negociações de paz envolvendo o governo etíope e o TPLF haviam começado em Pretória, África do Sul. O general da TPLF, Tsadkan Gebretensae, e o porta-voz Getachew Reda, participaram das conversações, assim como o conselheiro de segurança nacional etíope, Redwan Hussein. As esperanças de que as negociações pudessem parar definitivamente a guerra, no entanto, permaneceram baixas, já que os combates não pareciam diminuir, e o governo etíope expressou desconfiança sobre o processo de paz. Ainda assim, as negociações avançaram e, em 2 de novembro, a Etiópia e o TPLF concordaram com a cessação das hostilidades; no entanto, como a Eritreia e outras partes em conflito não estavam envolvidas no acordo, seu status permaneceu incerto.

## Desenvolvimentos políticos
A escalada do conflito na segunda metade de 2021, que tomou dimensões nacionais com o crescimento da aliança antigovernista para além da FLPT e pelas derrotas que colocaram o governo federal em uma situação defensiva, ficou expressa na declaração de estado de emergência pelo governo da etiópia, em 2 de Novembro de 2021, que concedeu à si mesmo o poder de restringir a manutenção dos direitos humanos, intervir na independência do judiciário, estabelecer barreiras rodoviárias, toques de recolher e a ocupações militares em qualquer área. Como também a detenção de qualquer pessoa vinculada ao "terrorismo" sem um mandato e a conscrição de qualquer cidadão em idade militar. Um desdobramento que causou repercussões nas organizações internacionais de direitos humanos.
Autoridades do governo etíope convocaram os cidadãos da capital para se prepararem na hipótese de um ataque.
Diversos países recomendam que os seus cidadãos deixem a Etiópia o quanto antes. A embaixada estadunidense ordenou a saída de seus funcionários não essenciais. A Zâmbia repatriou 31 funcionários de sua embaixada após convocar seus cidadãos a deixar o país.

## Situação humanitária
Desde o início do conflito, múltiplas denúncias de assassinato em massa de civis, limpeza étnica - inclusive genocídio -, uso generalizado de violência sexual, e insegurança alimentar, vieram da região e repercutiram em organismos internacionais de direitos humanos. O governo federal etíope foi acusado de impedir o acesso de organismo de ajuda humanitária aos refugiados e pessoas em situação vulnerável no Tigraí, e também de impedir a supervisão por parte desses agentes. Em 9 de Novembro de 2021, a ONU acusou o governo da Etiópia de prender 22 funcionários da organização que atuam na capital do país, Addis Ababa. O governo não ofereceu nenhuma explicação imediata para as prisões, que foi vista como expressão da intensificação das tensões entre o país e as organizações internacionais, que tem se agravado desde o início da guerra e sua repercussão global negativa. Em Setembro o governo da etiópia já havia solicitado a expulsão de sete oficiais da ONU, sob a acusação de haviam se intrometido nas questões internas do país. No dia seguinte, 10 de Novembro, foram detidos 72 pessoas que trabalhavam como motoristas do World Food Programme (WFP), mantido pela ONU. A organização disse que as prisões aconteceram na capital da província de Afar, de onde parte a única estrada em funcionamento para o Tigré, onde centenas de milhares de pessoas estão em situação de fome. O porta-voz da ONU expressou preocupação de que a razão dessas detenções seja étnica, dado que todos os funcionários previamente presos são do Tigré.

## Acordo de paz Etiópia-Tigré
O acordo de paz Etiópia-Tigré, comumente chamado de Acordo de Pretória ou Acordo de Cessação das Hostilidades (CoHA), é um tratado de paz entre o governo da Etiópia e a Frente de Libertação do Povo Tigray (TPLF) que foi assinado em 2 de novembro de 2022, no qual ambas as partes concordaram com uma "cessação permanente das hostilidades" para encerrar a Guerra do Tigray. O acordo entrou em vigor no dia seguinte, em 3 de novembro, marcando o aniversário de dois anos da guerra.